# Więzy przyjaźni
Więzy przyjaźni (ang. School Ties) – amerykański dramatyczny film sportowy z 1992 roku w reżyserii Roberta Mandela.

## Fabuła
W społeczeństwie amerykańskim od wielu lat największym prestiżem cieszą się biali anglosascy protestanci (WASP). Tworzą oni zamknięty krąg i lekceważą Żydów. Kolejne pokolenia WASP kończą elitarne licea z internatem. W połowie lat 50 do takiej szkoły, umożliwiający wstęp na Harvard, trafia David Green (Brendan Fraser), chłopak z ubogiej rodziny. Dostaje stypendium sportowe. David marzy o osiągnięciu życiowego sukcesu. Aby stać się człowiekiem z najwyższej warstwy społecznej, ukrywa przed kolegami, że jest Żydem. Nie przestrzega szabatu, antysemickie dowcipy nie robią na nim wrażenia, ale prawda zostanie odkryta.

## Odbiór
Film zarobił 14 715 067 dolarów amerykańskich w Stanach Zjednoczonych.
W 1993 roku podczas 9. edycji Casting Society of America Pat McCorkle i Lisa Beach, byli nominowani do nagrody Artios w kategorii Best Casting for Feature Film, Comedy. Podczas 6. edycji Political Film Society film był nominowany do nagrody PFS Award za prawa człowieka.